# Kick van der Vall

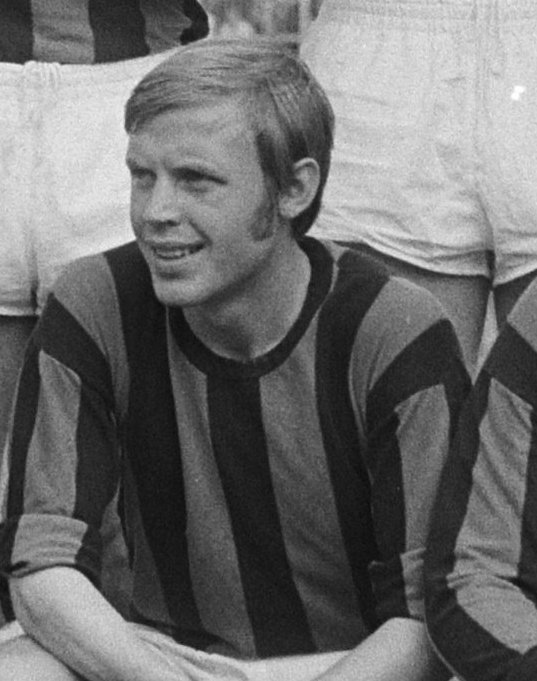
Kick van der Vall (1968)

Christiaan Alfred ("Kick") van der Vall (Rotterdam, 3 maart 1946) is een voormalig Nederlands voetballer. De aanvallende middenvelder kwam uit voor Feijenoord, FC Twente, DWS en Vitesse.

## Loopbaan
Van der Vall startte zijn voetballoopbaan in de jeugd van Feijenoord. In 1963 scoorde hij driemaal tegen jong Ajax in de finale van de eerste betaalde jeugdcompetitie. Op 13 december 1963 debuteerde hij in de Eredivisie in een uitwedstrijd tegen GVAV en scoorde hij voor Feijenoord de winnende 1-2. Van der Vall wist echter niet door te breken als vaste basisspeler in Rotterdam. In vier seizoenen kwam hij tot 35 competitiewedstrijden voor Feijenoord.
In 1967 werd hij betrokken in de transfer van de Joegoslaaf Paja Samardžić van FC Twente naar Feijenoord. De speler kostte Feijenoord een half miljoen gulden en daarbij werd Van der Vall aan FC Twente overgedaan. Onder trainer Kees Rijvers werd Van der Vall een vaste waarde in het jonge team van de Enschedese club. In 33 duels scoorde hij zeven goals. Na slechts een jaar voor Twente te hebben gespeeld, vertrok Van der Vall in de zomer van 1968 naar DWS. Met deze club speelde Van der Vall in de Jaarbeursstedenbeker. In de KNVB beker 1968/69 besliste hij de wedstrijd in de derde ronde tegen zijn vorige club door eerst de gelijkmaker te scoren en vervolgens in de strafschoppenserie de beslissende strafschop te benutten. DWS reikte uiteindelijk tot de halve finale.
In 1969 werd Van der Vall weer teruggehaald door FC Twente. Hij bleef vervolgens tien seizoenen in Enschede. In totaal speelde hij 352 competitiewedstrijden, 35 bekerwedstrijden en 47 Europese wedstrijden voor Twente, waarin hij respectievelijk 58, acht en zeven keer scoorde. Met de club stond hij in seizoen 1972/73 in de halve finale en in seizoen 1974/75 in de finale van de UEFA Cup. In seizoen 1973/74 was de club lang in de race voor het landskampioenschap, maar eindigde het door een verlies tegen Feyenoord op de voorlaatste competitiedag als tweede. In 1977 werd de KNVB beker gewonnen. In seizoen 1977/78 reikte Van der Vall met FC Twente tot de halve finale van de Europacup II. In 1979 moest Van der Vall samen met de andere oudgedienden Theo Pahlplatz en Kees van Ierssel vertrekken. Hij nam afscheid met een finaleplek in de KNVB beker 1978/79, waarin Twente verloor van Ajax. Van der Vall speelde vervolgens nog twee seizoenen bij Vitesse. Omdat deze club in 1980 degradeerde, voetbalde hij het laatste jaar van zijn carrière in de Eerste divisie.

## Na zijn loopbaan
Na zijn voetballoopbaan was Van der Vall eigenaar van een herenmodezaak in Enschede, aanvankelijk met collega-voetballer Niels Overweg als compagnon. Voor De Telegraaf was hij rapporteur bij Eredivisiewedstrijden. Tevens was hij onder andere voor Werder Bremen actief als scout. Een soortgelijke functie bij FC Twente weigerde hij. Wel is hij voor zijn voormalige club actief binnen de Twentse Ondernemers Sociëteit, waarin hij als taak heeft sponsoren te werven. In 2002 werd er bij Van der Vall darmkanker geconstateerd. Hij werd later namens FC Twente actief als ambassadeur voor de stichting KiKa. Sinds 1998 was hij als contactpersoon richting sponsoren in dienst van FC Twente.
In het kader van 60 jaar Eredivisie in 2016, verrichtten clubiconen in de vijfde speelronde van seizoen 2016/17 de aftrap van de eredivisiewedstrijden. Bij de thuiswedstrijd van Twente tegen SC Heerenveen werd Van der Vall namens de Tukkers naar voren geschoven.
FC Twente speelde in seizoen 2019/20 in het shirt van het merk Kick's 21, dat door een Engels bedrijf ontworpen was voor FC Twente en een eerbetoon was aan Van der Vall.
Op 31 oktober 2020 werd Van der Vall samen met Kees Rijvers en Eddy Achterberg geëerd met een beeltenis op de Grolsch Veste. Met de actie 'Rood is onze Veste' eerden supporters van FC Twente spelers en trainers die een belangrijke rol binnen de club hebben gespeeld.
Op 9 februari 2023 werd Van der Vall benoemd tot erelid van FC Twente voor zijn verdiensten als speler, commerciële activiteiten en ambassadeur van de club.
Van der Vall kondigde in maart 2025, kort na zijn 79e verjaardag, zijn afscheid aan.

## Statistieken
Aantal gespeelde wedstrijden en gescoorde doelpunten in de competitie.
| Seizoen | Club       | Competitie     | Weds. | Goals |
| ------- | ---------- | -------------- | ----- | ----- |
| 1963/64 | Feijenoord | Eredivisie     | 4     | 1     |
| 1964/65 | Feijenoord | Eredivisie     | 10    | 0     |
| 1965/66 | Feijenoord | Eredivisie     | 13    | 3     |
| 1966/67 | Feijenoord | Eredivisie     | 8     | 0     |
| 1967/68 | FC Twente  | Eredivisie     | 33    | 7     |
| 1968/69 | DWS        | Eredivisie     | 33    | 5     |
| 1969/70 | FC Twente  | Eredivisie     | 32    | 5     |
| 1970/71 | FC Twente  | Eredivisie     | 29    | 2     |
| 1971/72 | FC Twente  | Eredivisie     | 28    | 8     |
| 1972/73 | FC Twente  | Eredivisie     | 33    | 4     |
| 1973/74 | FC Twente  | Eredivisie     | 34    | 12    |
| 1974/75 | FC Twente  | Eredivisie     | 33    | 7     |
| 1975/76 | FC Twente  | Eredivisie     | 31    | 2     |
| 1976/77 | FC Twente  | Eredivisie     | 28    | 2     |
| 1977/78 | FC Twente  | Eredivisie     | 34    | 3     |
| 1978/79 | FC Twente  | Eredivisie     | 33    | 6     |
| 1979/80 | Vitesse    | Eredivisie     | 26    | 0     |
| 1980/81 | Vitesse    | Eerste divisie | 28    | 0     |